# Обершайдвайлер
Обершайдвайлер (нем. Oberscheidweiler) — община в Германии, в земле Рейнланд-Пфальц. 
Входит в состав района Бернкастель-Витлих. Подчиняется управлению Мандершайд.  Население составляет 187 человек (на 31 декабря 2010 года). Занимает площадь 4,50 км².